# Automolis crocina
Automolis crocina là một loài bướm đêm thuộc phân họ Arctiinae, họ Erebidae.